# AS-19 (薬剤)
AS-19は、5-HT7受容体の強いアゴニストとして作用する物質である。IC50は、0.83 nMである。スコポラミンやMK-801等の薬剤の作用による健忘を逆転させ、長期記憶の獲得を改善するが、短期記憶の形成は阻害する。